# Mont Oxford
Pour les articles homonymes, voir Oxford (homonymie).
Le mont Oxford, en anglais Mount Oxford, est un sommet montagneux américain dans le comté de Chaffee, au Colorado. Il culmine à 4 314 mètres d'altitude dans les pics Collegiate. Il est protégé au sein de la forêt nationale de San Isabel et de la Collegiate Peaks Wilderness.